# Alfred Auersperg

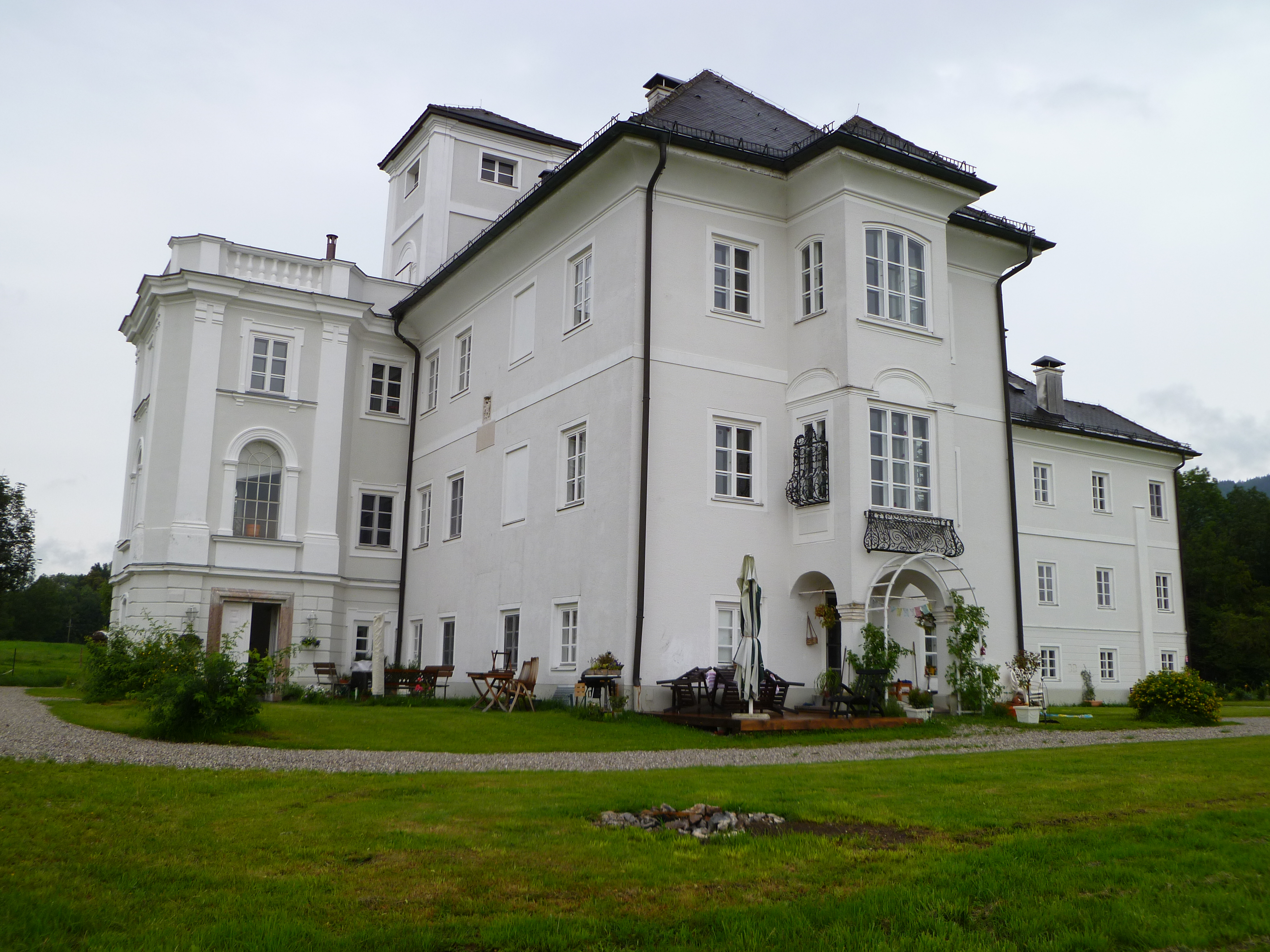
Schloss Weitwörth

Alfred Auersperg (von 1899 bis 1919 amtlich Alfred Johann Maria Anton Rupert Prinz von Auersperg; * 26. September 1899 auf Schloss Weitwörth in Nußdorf am Haunsberg; † 10. September 1968 in Hamburg) war ein österreichischer Psychiater.

## Jugendzeit und Leben in Österreich
Alfred Auersperg wurde als jüngstes von sechs Kindern geboren. Sein Vater war der Großgrundbesitzer Eduard Prinz von Auersperg (1863–1956), seine Mutter war Maria Theresia Prinzessin von Auersperg, geborene Prinzessin von Schönburg-Hartenstein (1861–1945). Er war der Jüngste von sechs Geschwistern, davon zwei Schwestern und vier Brüder. Von 1910 bis 1917 besuchte er das humanistische Fürsterzbischöfliche Gymnasium Borromäum in Salzburg. Dieses schloss er 1917 mit dem Kriegsabitur ab. Von Mai 1917 bis November war er Soldat bzw. Unteroffizier. Nach der Rückkehr aus dem Krieg hörte er an den Universitäten in Innsbruck und Wien juridische und philosophische Vorlesungen, auch begann er eine Banklehre, die er aber bald wieder abbrach.
Seine erste Ehe wurde am 17. Oktober 1923 in Wien mit der um fast zehn Jahre älteren Martha Maria Hedwig Spiegelfeld geschlossen. Die Ehe blieb kinderlos. Mit seiner zweiten Ehefrau, Ingeborg Auersperg (geborene von Hardt), hatte er die drei Kinder Andrea, Alfred und Johannes.
Ab 1924 begann Auersperg an der Universität Wien Medizin zu studieren. Noch während des Studiums veröffentlichte er 1926 seine erste neuropathologische Arbeit. Im letzten Studienjahr war Auersperg als Demonstrator am Neurologischen Instituts bei Otto Marburg beschäftigt. Das Studium der Medizin schloss Auersperg 1929 an der Universität Wien ab. Von 1930 bis 1931 arbeitete Auersperg als Assistent an der Wiener Städtischen Nervenheilanstalt Döbling. 1932 ging er nach Innsbruck, um bei Ernst Theodor von Brücke die elektrophysiologische Methodik zu erlernen. Von Herbst 1933 bis November 1934 war Auersperg wissenschaftlicher Assistent an der von Viktor von Weizsäcker geleiteten Neurologischen Abteilung der Medizinischen Klinik in Heidelberg. Weizsäckers neues, in der Theorie des Gestaltkreises zusammengefasstes neurophysiologisches Konzept der Einheit von Wahrnehmung und Bewegung sollte Auerspergs gesamtes späteres Werk praegen.
1937 wurde er Dozent für Psychiatrie in Wien. Am 28. März 1938 wurde er zum kommissarischen Leiter des Neurologischen Instituts der Universität Wien ernannt. Der vormalige Vorstand des Instituts, Otto Marburg, emigrierte in die Vereinigten Staaten. Bei der endgültigen Stellenbesetzung kam Auersperg nicht zum Zuge, sondern verblieb weiterhin als Assistent an der neurologisch-psychiatrischen Universitätsklinik. 1939 wurde er zum Militär eingezogen. Im April 1940 wurde er mit der Leitung der Nervenabteilung des Luftwaffenlazarettes Wien bzw. der Nachbehandlungsstation in Baden betraut. 1943 wurde er zum außerplanmäßigen Professor ernannt. Von 1940 bis 1945 war er Direktor der Wiener Städtischen Nervenheilanstalt Döbling, dem sogenannten Maria-Theresien-Schlössel.
Auersperg beantragte am 26. Mai 1938 die Aufnahme in die NSDAP und wurde rückwirkend zum 1. Mai desselben Jahres aufgenommen (Mitgliedsnummer 6.196.737). Ebenso trat er zum 1. April 1938 der SS bei, er gehörte der SS-Ärzteschaft als SS-Rottenführer an. Auersperg trat u. a. auch als Vortragender bei einem Schulungsabend der SS-Ärzteschaft „Donauland“ auf. Eduard Pernkopf scheint Auersperg in den ersten Jahren des Nationalsozialismus in Österreich protegiert zu haben. Er hat auch den Antrag auf Ernennung von Auersperg zum a.o. Professor gestellt. Eine Beteiligung an Euthanasiemaßnahmen ist Auersperg nicht nachzuweisen, obwohl er als Klinikleiter durchaus an Patientenselektionen beteiligt gewesen sein könnte.
In den letzten Kriegsjahren hat Auersperg Kontakt zu dem Psychoanalytiker August Aichhorn aufgenommen. Es besteht auch ein Zusammenhang mit dem von Igor Caruso 1950 gegründeten Wiener Arbeitskreis für Tiefenpsychologie, der auf einen von Auersperg geleiteten Diskussionskreis in der Nervenheilanstalt Maria-Theresien-Schlössel zurückgehen soll.

## Karriere nach dem Zweiten Weltkrieg
Nach Kriegsende wurde er von sowjetischen Truppen aufgegriffen und interniert, dann aber wieder freigelassen. Aus dem Dienstverhältnis mit der Nervenheilanstalt Döbling wurde er wegen seiner Zugehörigkeit zu nationalsozialistischen Vereinigungen am 6. Juni 1945 entlassen. Die gegen ihn eingeleitete Voruntersuchung wurde im Juli 1945 eingestellt. Seine zweite Ehefrau, Ingeborg Auersperg, war mit der zweijährigen Tochter bereits in die Schweiz geflüchtet. Von dort konnte sie Verbindung zu ihrer Familie in São Paulo aufnehmen. Ihr Großvater mütterlicherseits war im 19. Jahrhundert dorthin ausgewandert und sie selbst war abwechselnd in Deutschland und Brasilien aufgewachsen. Vermittels einiger Helfer konnte Alfred Auersperg 1946 zu seiner Frau und Tochter in der Schweiz stoßen und das Ehepaar beschloss, nach São Paulo auszuwandern.
In Brasilien beschäftigte sich Auersperg zuerst als Gast der chirurgischen Klinik Vasconcelos mit Forschungsarbeiten zur Psychophysiologie des viszeralen und des übertragenen Schmerzes.
1947 ging er zu einem Forschungsaufenthalt an das St. John’s Riverside Hospital in New York City. 1949 wurde ihm durch den Dekan der Medizinischen Fakultät in Concepcion (Chile) angeboten, eine Klinik und den Lehrstuhl für Psychiatrie aufzubauen. Von 1949 bis 1968 war er Professor und Direktor der Psychiatrischen Klinik an der Universidad de Concepción. 1956 und 1957 folgten Forschungsaufenthalte am Child Study Center der Yale University, wobei er mit der aus Österreich emigrierten Kinderpsychologin Käthe Wolf zusammenarbeitete.
In Chile wurden zu seinen Ehren 1983, 1986 und 1989 drei Symposien unter dem Namen Alfred Auersperg abgehalten, die sich mit seinem Werk auseinandersetzten.
Seit 1953 hielt sich Auersperg immer wieder in Europa auf, wobei er vor allem in Heidelberg Kontakt zu Viktor von Weizsäcker, Walter Ritter von Baeyer, Herbert Plügge oder Frederik Buytendijk pflegte. 1958 wurde ihm von der Deutschen Forschungsgemeinschaft ein einjähriger Forschungsaufenthalt bewilligt, den er für Arbeiten mit Herbert Plügge (Heidelberg) und Albrecht Deswort (Freiburg) nutzte. 1961 wurde für ihn von der Medizinischen Fakultät der Universität Heidelberg eine mehrsemestrige Gastprofessur für das Fach Vergleichende Psychiatrie am Indo-Asiatischen Institut beantragt, diese konnte aber aus finanziellen Gründen nicht bewilligt werden. Ab 1965 sind mehrere Gespräche zwischen Auersperg und Martin Heidegger über Fragen der Wahrnehmung bezeugt, ebenso mit Ludwig von Bertalanffy, dem Begründer der Systemtheorie.